# Campeonato Paulista de Futebol de 2022
A Série A1 do Campeonato Paulista de Futebol de 2022, ou Paulistão Sicredi 2022 por motivos de patrocínio, foi a 82.ª edição do campeonato organizado pela Federação Paulista de Futebol da principal divisão do futebol paulista. Foi disputada por 16 clubes entre os dias 23 de janeiro e 3 de abril.
O Palmeiras foi o campeão da competição, após levar a melhor sobre o São Paulo na decisão disputada em dois jogos. Ronaldo, da Inter de Limeira, foi o artilheiro da competição, com 9 gols marcados.
A competição marcou também a volta do Água Santa e do São Bernardo. O primeiro clube que foi rebaixado em 2020 para a segunda divisão, mas retornou no ano seguinte. Já o São Bernardo, foi rebaixado no ano de 2016 e retornou cinco anos depois. O Paulistão contou também com a participação dos 14 clubes mais bem colocados no ano anterior.
O primeiro rebaixado para a Série A2 foi definido com duas rodadas de antecedência, com o Novorizontino decretando sua descida após perder para a Inter de Limeira em casa. Na última rodada a Ponte Preta foi rebaixada ao empatar com o Ituano, também em casa.

## Regulamento
O campeonato de 2022 foi disputado por dezesseis clubes divididos em quatro grupos. Na primeira fase, os times enfrentaram apenas os clubes dos outros grupos, totalizando doze rodadas. Os dois melhores classificados de cada chave avançaram às quartas-de-final. Todos os confrontos da fase eliminatória foram em jogo único com exceção da final que aconteceu em dois jogos. Em caso de empate em pontos (uma vitória para cada time ou dois empates), o primeiro critério de desempate era o saldo de gols na fase final. Os dois times que somaram menos pontos na primeira fase foram rebaixados, independentemente dos grupos em que jogaram.

## Equipes participantes
| Aumento | Equipes promovidas da Série A2 de 2021 |

| Equipe              | Cidade                | Em 2021 | Estádio                   | Material Esportivo   | Títulos             |
| ------------------- | --------------------- | ------- | ------------------------- | -------------------- | ------------------- |
| Água Santa          | Diadema               | 2º (A2) | Distrital do Inamar       | Karilu               | 0                   |
| Botafogo-SP         | Ribeirão Preto        | 14º     | Santa Cruz                | Volt Sport           | 0                   |
| Corinthians         | São Paulo             | 3º      | Neo Química Arena         | Nike                 | 30 (último em 2019) |
| Ferroviária         | Araraquara            | 6º      | Fonte Luminosa            | Lupo                 | 0                   |
| Guarani             | Campinas              | 8º      | Brinco de Ouro            | Kappa                | 0                   |
| Inter de Limeira    | Limeira               | 7º      | Limeirão                  | Alluri Sports        | 1 (em 1986)         |
| Ituano              | Itu                   | 10º     | Novelli Júnior            | Kanxa                | 2 (último em 2014)  |
| Mirassol            | Mirassol              | 4º      | José Maria de Campos Maia | Super Bolla          | 0                   |
| Novorizontino       | Novo Horizonte        | 9º      | Jorge Ismael de Biasi     | Physicus             | 0                   |
| Palmeiras           | São Paulo             | 2º      | Allianz Parque            | Puma                 | 23 (último em 2020) |
| Ponte Preta         | Campinas              | 11º     | Moisés Lucarelli          | 1900 (Marca Própria) | 0                   |
| Red Bull Bragantino | Bragança Paulista     | 5º      | Nabi Abi Chedid           | Nike                 | 1 (em 1990)         |
| Santo André         | Santo André           | 13º     | Bruno José Daniel         | Icone Sports         | 0                   |
| Santos              | Santos                | 12º     | Vila Belmiro              | Umbro                | 22 (último em 2016) |
| São Bernardo        | São Bernardo do Campo | 1º (A2) | Primeiro de Maio          | Magnum Group         | 0                   |
| São Paulo           | São Paulo             | 1º      | Morumbi                   | Adidas               | 22 (último em 2021) |

## Estádios
| Água Santa | Botafogo-SP | Corinthians | Ferroviária | Guarani | Inter de Limeira   |
| --- | --- | --- | --- | --- | ------------------ |
| Distrital do Inamar | Santa Cruz | Neo Química Arena | Fonte Luminosa | Brinco de Ouro | Limeirão           |
| Capacidade: 10 000 | Capacidade: 29 292 | Capacidade: 47 605 | Capacidade: 20 000 | Capacidade: 29 130 | Capacidade: 18 000 |
| | | | | |                    |
| Ituano | \| Água Santa São Bernardo Botafogo-SP Red Bull Bragantino Ferroviária Ituano Inter de Limeira Mirassol Novorizontino Santo André Santos São Paulo Campinas Equipes de Campinas: Guarani Ponte Preta Equipes de São Paulo: Corinthians Palmeiras São PauloLocalização das equipes participantes da Série A1 de 2022. Grupos: A / B / C / D \| | \| Água Santa São Bernardo Botafogo-SP Red Bull Bragantino Ferroviária Ituano Inter de Limeira Mirassol Novorizontino Santo André Santos São Paulo Campinas Equipes de Campinas: Guarani Ponte Preta Equipes de São Paulo: Corinthians Palmeiras São PauloLocalização das equipes participantes da Série A1 de 2022. Grupos: A / B / C / D \| | \| Água Santa São Bernardo Botafogo-SP Red Bull Bragantino Ferroviária Ituano Inter de Limeira Mirassol Novorizontino Santo André Santos São Paulo Campinas Equipes de Campinas: Guarani Ponte Preta Equipes de São Paulo: Corinthians Palmeiras São PauloLocalização das equipes participantes da Série A1 de 2022. Grupos: A / B / C / D \| | \| Água Santa São Bernardo Botafogo-SP Red Bull Bragantino Ferroviária Ituano Inter de Limeira Mirassol Novorizontino Santo André Santos São Paulo Campinas Equipes de Campinas: Guarani Ponte Preta Equipes de São Paulo: Corinthians Palmeiras São PauloLocalização das equipes participantes da Série A1 de 2022. Grupos: A / B / C / D \| | Mirassol           |
| Novelli Júnior | \| Água Santa São Bernardo Botafogo-SP Red Bull Bragantino Ferroviária Ituano Inter de Limeira Mirassol Novorizontino Santo André Santos São Paulo Campinas Equipes de Campinas: Guarani Ponte Preta Equipes de São Paulo: Corinthians Palmeiras São PauloLocalização das equipes participantes da Série A1 de 2022. Grupos: A / B / C / D \| | \| Água Santa São Bernardo Botafogo-SP Red Bull Bragantino Ferroviária Ituano Inter de Limeira Mirassol Novorizontino Santo André Santos São Paulo Campinas Equipes de Campinas: Guarani Ponte Preta Equipes de São Paulo: Corinthians Palmeiras São PauloLocalização das equipes participantes da Série A1 de 2022. Grupos: A / B / C / D \| | \| Água Santa São Bernardo Botafogo-SP Red Bull Bragantino Ferroviária Ituano Inter de Limeira Mirassol Novorizontino Santo André Santos São Paulo Campinas Equipes de Campinas: Guarani Ponte Preta Equipes de São Paulo: Corinthians Palmeiras São PauloLocalização das equipes participantes da Série A1 de 2022. Grupos: A / B / C / D \| | \| Água Santa São Bernardo Botafogo-SP Red Bull Bragantino Ferroviária Ituano Inter de Limeira Mirassol Novorizontino Santo André Santos São Paulo Campinas Equipes de Campinas: Guarani Ponte Preta Equipes de São Paulo: Corinthians Palmeiras São PauloLocalização das equipes participantes da Série A1 de 2022. Grupos: A / B / C / D \| | Maião              |
| Capacidade: 18 560 | \| Água Santa São Bernardo Botafogo-SP Red Bull Bragantino Ferroviária Ituano Inter de Limeira Mirassol Novorizontino Santo André Santos São Paulo Campinas Equipes de Campinas: Guarani Ponte Preta Equipes de São Paulo: Corinthians Palmeiras São PauloLocalização das equipes participantes da Série A1 de 2022. Grupos: A / B / C / D \| | \| Água Santa São Bernardo Botafogo-SP Red Bull Bragantino Ferroviária Ituano Inter de Limeira Mirassol Novorizontino Santo André Santos São Paulo Campinas Equipes de Campinas: Guarani Ponte Preta Equipes de São Paulo: Corinthians Palmeiras São PauloLocalização das equipes participantes da Série A1 de 2022. Grupos: A / B / C / D \| | \| Água Santa São Bernardo Botafogo-SP Red Bull Bragantino Ferroviária Ituano Inter de Limeira Mirassol Novorizontino Santo André Santos São Paulo Campinas Equipes de Campinas: Guarani Ponte Preta Equipes de São Paulo: Corinthians Palmeiras São PauloLocalização das equipes participantes da Série A1 de 2022. Grupos: A / B / C / D \| | \| Água Santa São Bernardo Botafogo-SP Red Bull Bragantino Ferroviária Ituano Inter de Limeira Mirassol Novorizontino Santo André Santos São Paulo Campinas Equipes de Campinas: Guarani Ponte Preta Equipes de São Paulo: Corinthians Palmeiras São PauloLocalização das equipes participantes da Série A1 de 2022. Grupos: A / B / C / D \| | Capacidade: 15 000 |
| | \| Água Santa São Bernardo Botafogo-SP Red Bull Bragantino Ferroviária Ituano Inter de Limeira Mirassol Novorizontino Santo André Santos São Paulo Campinas Equipes de Campinas: Guarani Ponte Preta Equipes de São Paulo: Corinthians Palmeiras São PauloLocalização das equipes participantes da Série A1 de 2022. Grupos: A / B / C / D \| | \| Água Santa São Bernardo Botafogo-SP Red Bull Bragantino Ferroviária Ituano Inter de Limeira Mirassol Novorizontino Santo André Santos São Paulo Campinas Equipes de Campinas: Guarani Ponte Preta Equipes de São Paulo: Corinthians Palmeiras São PauloLocalização das equipes participantes da Série A1 de 2022. Grupos: A / B / C / D \| | \| Água Santa São Bernardo Botafogo-SP Red Bull Bragantino Ferroviária Ituano Inter de Limeira Mirassol Novorizontino Santo André Santos São Paulo Campinas Equipes de Campinas: Guarani Ponte Preta Equipes de São Paulo: Corinthians Palmeiras São PauloLocalização das equipes participantes da Série A1 de 2022. Grupos: A / B / C / D \| | \| Água Santa São Bernardo Botafogo-SP Red Bull Bragantino Ferroviária Ituano Inter de Limeira Mirassol Novorizontino Santo André Santos São Paulo Campinas Equipes de Campinas: Guarani Ponte Preta Equipes de São Paulo: Corinthians Palmeiras São PauloLocalização das equipes participantes da Série A1 de 2022. Grupos: A / B / C / D \| |                    |
| Novorizontino | \| Água Santa São Bernardo Botafogo-SP Red Bull Bragantino Ferroviária Ituano Inter de Limeira Mirassol Novorizontino Santo André Santos São Paulo Campinas Equipes de Campinas: Guarani Ponte Preta Equipes de São Paulo: Corinthians Palmeiras São PauloLocalização das equipes participantes da Série A1 de 2022. Grupos: A / B / C / D \| | \| Água Santa São Bernardo Botafogo-SP Red Bull Bragantino Ferroviária Ituano Inter de Limeira Mirassol Novorizontino Santo André Santos São Paulo Campinas Equipes de Campinas: Guarani Ponte Preta Equipes de São Paulo: Corinthians Palmeiras São PauloLocalização das equipes participantes da Série A1 de 2022. Grupos: A / B / C / D \| | \| Água Santa São Bernardo Botafogo-SP Red Bull Bragantino Ferroviária Ituano Inter de Limeira Mirassol Novorizontino Santo André Santos São Paulo Campinas Equipes de Campinas: Guarani Ponte Preta Equipes de São Paulo: Corinthians Palmeiras São PauloLocalização das equipes participantes da Série A1 de 2022. Grupos: A / B / C / D \| | \| Água Santa São Bernardo Botafogo-SP Red Bull Bragantino Ferroviária Ituano Inter de Limeira Mirassol Novorizontino Santo André Santos São Paulo Campinas Equipes de Campinas: Guarani Ponte Preta Equipes de São Paulo: Corinthians Palmeiras São PauloLocalização das equipes participantes da Série A1 de 2022. Grupos: A / B / C / D \| | Palmeiras          |
| Jorjão | \| Água Santa São Bernardo Botafogo-SP Red Bull Bragantino Ferroviária Ituano Inter de Limeira Mirassol Novorizontino Santo André Santos São Paulo Campinas Equipes de Campinas: Guarani Ponte Preta Equipes de São Paulo: Corinthians Palmeiras São PauloLocalização das equipes participantes da Série A1 de 2022. Grupos: A / B / C / D \| | \| Água Santa São Bernardo Botafogo-SP Red Bull Bragantino Ferroviária Ituano Inter de Limeira Mirassol Novorizontino Santo André Santos São Paulo Campinas Equipes de Campinas: Guarani Ponte Preta Equipes de São Paulo: Corinthians Palmeiras São PauloLocalização das equipes participantes da Série A1 de 2022. Grupos: A / B / C / D \| | \| Água Santa São Bernardo Botafogo-SP Red Bull Bragantino Ferroviária Ituano Inter de Limeira Mirassol Novorizontino Santo André Santos São Paulo Campinas Equipes de Campinas: Guarani Ponte Preta Equipes de São Paulo: Corinthians Palmeiras São PauloLocalização das equipes participantes da Série A1 de 2022. Grupos: A / B / C / D \| | \| Água Santa São Bernardo Botafogo-SP Red Bull Bragantino Ferroviária Ituano Inter de Limeira Mirassol Novorizontino Santo André Santos São Paulo Campinas Equipes de Campinas: Guarani Ponte Preta Equipes de São Paulo: Corinthians Palmeiras São PauloLocalização das equipes participantes da Série A1 de 2022. Grupos: A / B / C / D \| | Allianz Parque     |
| Capacidade: 12 398 | \| Água Santa São Bernardo Botafogo-SP Red Bull Bragantino Ferroviária Ituano Inter de Limeira Mirassol Novorizontino Santo André Santos São Paulo Campinas Equipes de Campinas: Guarani Ponte Preta Equipes de São Paulo: Corinthians Palmeiras São PauloLocalização das equipes participantes da Série A1 de 2022. Grupos: A / B / C / D \| | \| Água Santa São Bernardo Botafogo-SP Red Bull Bragantino Ferroviária Ituano Inter de Limeira Mirassol Novorizontino Santo André Santos São Paulo Campinas Equipes de Campinas: Guarani Ponte Preta Equipes de São Paulo: Corinthians Palmeiras São PauloLocalização das equipes participantes da Série A1 de 2022. Grupos: A / B / C / D \| | \| Água Santa São Bernardo Botafogo-SP Red Bull Bragantino Ferroviária Ituano Inter de Limeira Mirassol Novorizontino Santo André Santos São Paulo Campinas Equipes de Campinas: Guarani Ponte Preta Equipes de São Paulo: Corinthians Palmeiras São PauloLocalização das equipes participantes da Série A1 de 2022. Grupos: A / B / C / D \| | \| Água Santa São Bernardo Botafogo-SP Red Bull Bragantino Ferroviária Ituano Inter de Limeira Mirassol Novorizontino Santo André Santos São Paulo Campinas Equipes de Campinas: Guarani Ponte Preta Equipes de São Paulo: Corinthians Palmeiras São PauloLocalização das equipes participantes da Série A1 de 2022. Grupos: A / B / C / D \| | Capacidade: 43 713 |
| | \| Água Santa São Bernardo Botafogo-SP Red Bull Bragantino Ferroviária Ituano Inter de Limeira Mirassol Novorizontino Santo André Santos São Paulo Campinas Equipes de Campinas: Guarani Ponte Preta Equipes de São Paulo: Corinthians Palmeiras São PauloLocalização das equipes participantes da Série A1 de 2022. Grupos: A / B / C / D \| | \| Água Santa São Bernardo Botafogo-SP Red Bull Bragantino Ferroviária Ituano Inter de Limeira Mirassol Novorizontino Santo André Santos São Paulo Campinas Equipes de Campinas: Guarani Ponte Preta Equipes de São Paulo: Corinthians Palmeiras São PauloLocalização das equipes participantes da Série A1 de 2022. Grupos: A / B / C / D \| | \| Água Santa São Bernardo Botafogo-SP Red Bull Bragantino Ferroviária Ituano Inter de Limeira Mirassol Novorizontino Santo André Santos São Paulo Campinas Equipes de Campinas: Guarani Ponte Preta Equipes de São Paulo: Corinthians Palmeiras São PauloLocalização das equipes participantes da Série A1 de 2022. Grupos: A / B / C / D \| | \| Água Santa São Bernardo Botafogo-SP Red Bull Bragantino Ferroviária Ituano Inter de Limeira Mirassol Novorizontino Santo André Santos São Paulo Campinas Equipes de Campinas: Guarani Ponte Preta Equipes de São Paulo: Corinthians Palmeiras São PauloLocalização das equipes participantes da Série A1 de 2022. Grupos: A / B / C / D \| |                    |
| Ponte Preta | Red Bull Bragantino | Santo André | Santos | São Bernardo | São Paulo          |
| Moisés Lucarelli | Nabi Abi Chedid | Bruno José Daniel | Vila Belmiro | Primeiro de Maio | Morumbi            |
| Capacidade: 19 728 | Capacidade: 17 128 | Capacidade: 8 000 | Capacidade: 16 795 | Capacidade: 15 759 | Capacidade: 72 039 |
| | | | | |                    |
| Água Santa São Bernardo Botafogo-SP Red Bull Bragantino Ferroviária Ituano Inter de Limeira Mirassol Novorizontino Santo André Santos São Paulo Campinas Equipes de Campinas: Guarani Ponte Preta Equipes de São Paulo: Corinthians Palmeiras São PauloLocalização das equipes participantes da Série A1 de 2022. Grupos: A / B / C / D | | | | |                    |

## Primeira fase

### Grupo A
|  | v d e |

### Grupo B
|  | v d e |

### Grupo C
|  | v d e |

### Grupo D
|  | v d e |

## Troféu do Interior
Em itálico, os clubes que possuem o mando de campo e em negrito, os vencedores.
|  | Primeira fase    | Primeira fase    | Primeira fase |  |  | Semifinais       | Semifinais       | Semifinais  |   |        | Final  | Final | Final |
|  |                  |                  |               |  |  |                  |                  |             |   |        |        |       |       |
|  |                  |                  |               |  |  |                  |                  |             |   |        |        |       |       |
|  |                  |                  |               |  |  | Ituano           | Ituano           | 2 (3)       |   |        |        |       |       |
|  | Mirassol         | Mirassol         | 0             |  |  | Água Santa       | Água Santa       | 2 (2)       |   |        |        |       |       |
|  | Água Santa       | Água Santa       | 1             |  |  |                  |                  |             |   | Ituano | Ituano | 3     |       |
|  |                  |                  |               |  |  |                  | Botafogo-SP      | Botafogo-SP | 0 |        |        |       |       |
|  |                  |                  |               |  |  | Botafogo-SP      | Botafogo-SP      | 3           |   |        |        |       |       |
|  | Ferroviária      | Ferroviária      | 1 (3)         |  |  | Inter de Limeira | Inter de Limeira | 0           |   |        |        |       |       |
|  | Inter de Limeira | Inter de Limeira | 1 (5)         |  |  |                  |                  |             |   |        |        |       |       |
|  |                  |                  |               |  |  |                  |                  |             |   |        |        |       |       |
|  |                  |                  |               |  |  |                  |                  |             |   |        |        |       |       |

## Fase final
Em itálico, as equipes que possuem o mando de campo no primeiro jogo ou no jogo único em negrito as equipes vencedoras.
|  | Quartas de final | Quartas de final | Quartas de final    |           |                     | Semifinais | Semifinais | Semifinais |  |  | Final | Final     | Final | Final | Final |
|  |                  |                  |                     |           |                     |            |            |            |  |  |       |           |       |       |       |
|  | 1                | Palmeiras        | 2                   |           |                     |            |            |            |  |  |       |           |       |       |       |
|  | 5                | Ituano           | 0                   |           |                     |            |            |            |  |  |       |           |       |       |       |
|  | 5                | Ituano           | 0                   |           | 1                   | Palmeiras  | 2          |            |  |  |       |           |       |       |       |
|  |                  |                  |                     |           | 1                   | Palmeiras  | 2          |            |  |  |       |           |       |       |       |
|  |                  | 4                | Red Bull Bragantino | 1         |                     |            |            |            |  |  |       |           |       |       |       |
|  | 4                | 4                | Red Bull Bragantino | 1         | Red Bull Bragantino | 1          |            |            |  |  |       |           |       |       |       |
|  | 4                |                  |                     |           | Red Bull Bragantino | 1          |            |            |  |  |       |           |       |       |       |
|  | 7                | Santo André      | 0                   |           |                     |            |            |            |  |  |       |           |       |       |       |
|  |                  |                  |                     |           |                     |            |            |            |  |  | 1     | Palmeiras | 1     | 4     |       |
|  |                  |                  | 2                   | São Paulo | 3                   | 0          |            |            |  |  |       |           |       |       |       |
|  | 3                | São Paulo        | 4                   |           |                     |            |            |            |  |  |       |           |       |       |       |
|  | 6                | São Bernardo     | 1                   |           |                     |            |            |            |  |  |       |           |       |       |       |
|  | 6                | São Bernardo     | 1                   |           | 2                   | São Paulo  | 2          |            |  |  |       |           |       |       |       |
|  |                  |                  |                     |           | 2                   | São Paulo  | 2          |            |  |  |       |           |       |       |       |
|  |                  | 3                | Corinthians         | 1         |                     |            |            |            |  |  |       |           |       |       |       |
|  | 2                | 3                | Corinthians         | 1         | Corinthians         | 1 (7)      |            |            |  |  |       |           |       |       |       |
|  | 2                |                  |                     |           | Corinthians         | 1 (7)      |            |            |  |  |       |           |       |       |       |
|  | 8                | Guarani          | 1 (6)               |           |                     |            |            |            |  |  |       |           |       |       |       |

##### Finais

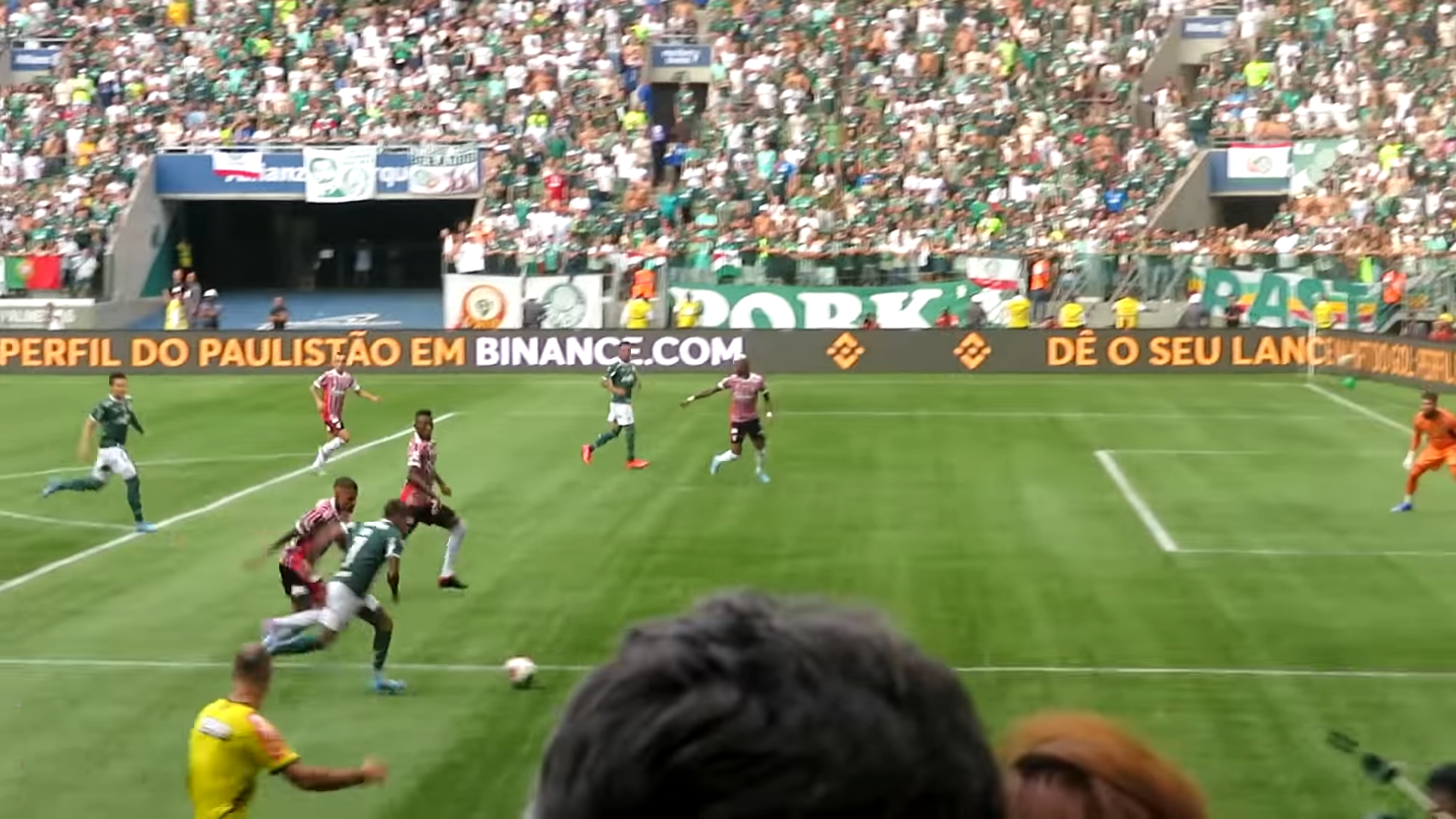
Palmeiras e São Paulo jogando pela final do Campeonato Paulista de 2022 no Allianz Parque

A decisão da edição de 2022 do Campeonato Paulista já começou com polêmica porque o Palmeiras, com melhor campanha da competição e invicto, teria o direito de fazer o segundo jogo da final em casa, mas o Allianz Parque, com show marcado para a terça-feira, 5 de abril, da banda norte-americana Maroon 5, não teria condições de receber a partida por causa da logística para a montagem de palco. A ideia do segundo jogo no sábado foi rechaçada pela diretoria tricolor, que exigiu que a partida fosse no domingo.
Ao Palmeiras, depois de uma negociação com a administradora WTorre, restou realizar a partida com público reduzido no Allianz Parque, sem a parte do chamado Gol Norte, onde costumam ficar as torcidas organizadas.

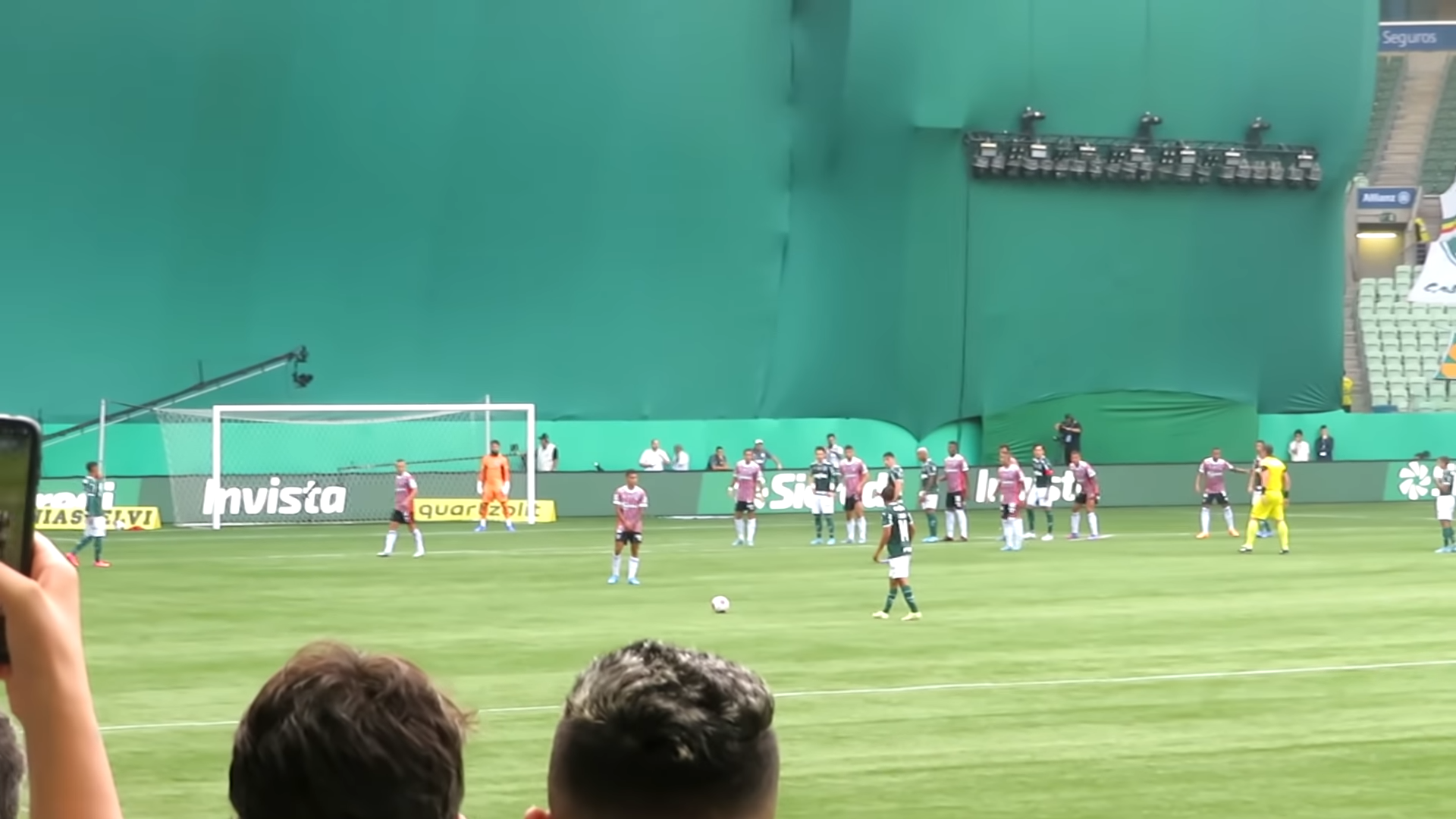
Jogadores de Palmeiras e São Paulo disputam a final do Paulistão 2022, com palco ao fundo

Antes do segundo jogo, contudo, havia o primeiro, disputado numa quarta-feira à noite na casa são-paulina. Diante de um Estádio do Morumbi ocupado por 60 mil tricolores, o São Paulo jogou bem melhor e derrotou o Palmeiras por 3 a1, com dois gols do argentino Calleri, o primeiro em cobrança de pênalti, e um de Pablo Maia. Raphael Veiga marcou para o Palmeiras quando o jogo já estava 3 a 0. 

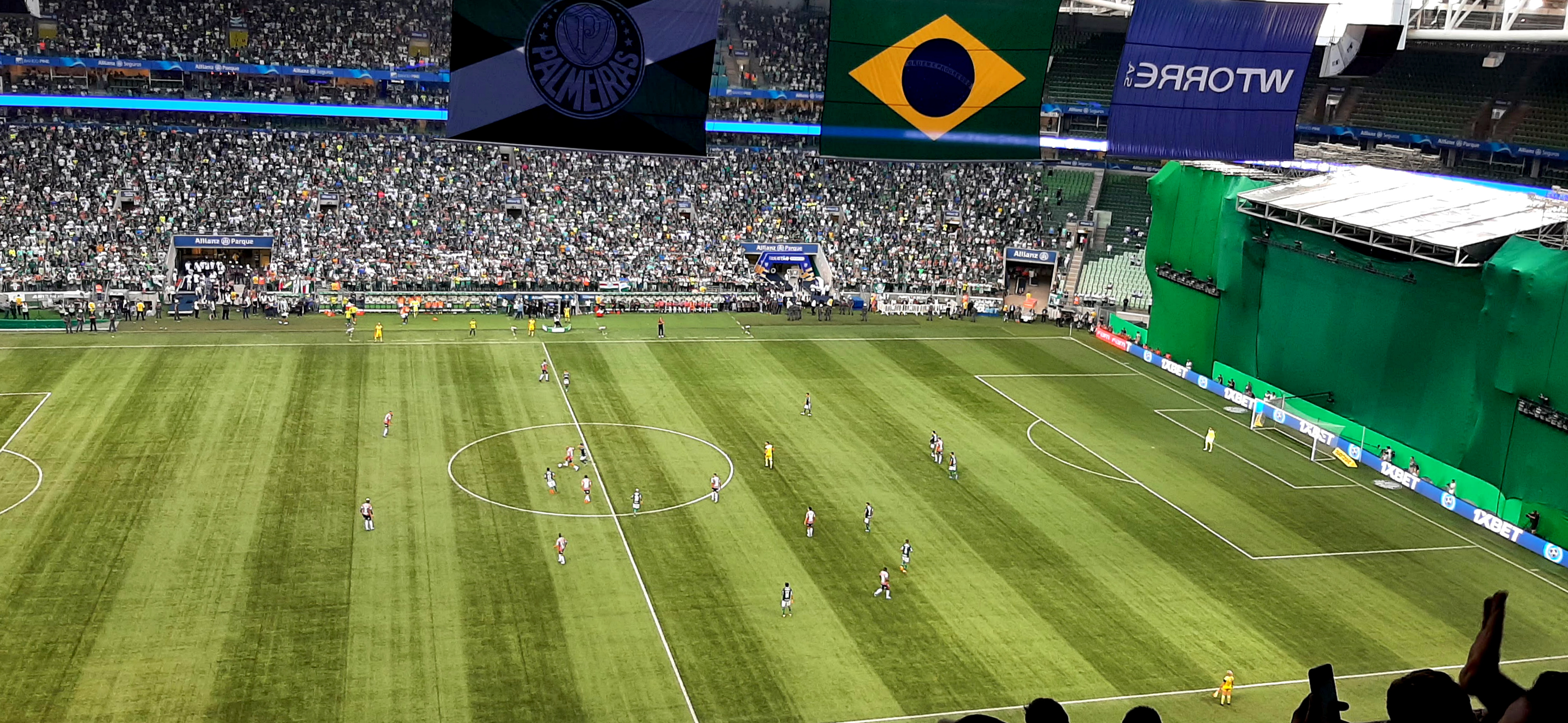
Vista da arquibancada do gramado na final, com o detalhe do palco à direita

O resultado de 3 a 1 colocou fim à invencibilidade do time  alviverde, que reclamou demais do lance de pênalti que originou o primeiro gol da partida, não marcado inicialmente pelo juiz e corfirmado com auxílio do VAR.
Para conseguir evitar o bicampeonato tricolor, o Palmeiras teria no jogo de volta a difícil missão de vencer por dois gols de diferença para levar a disputa para os pênaltis ou ganhar por mais de três gols para levar o título de forma direta. 

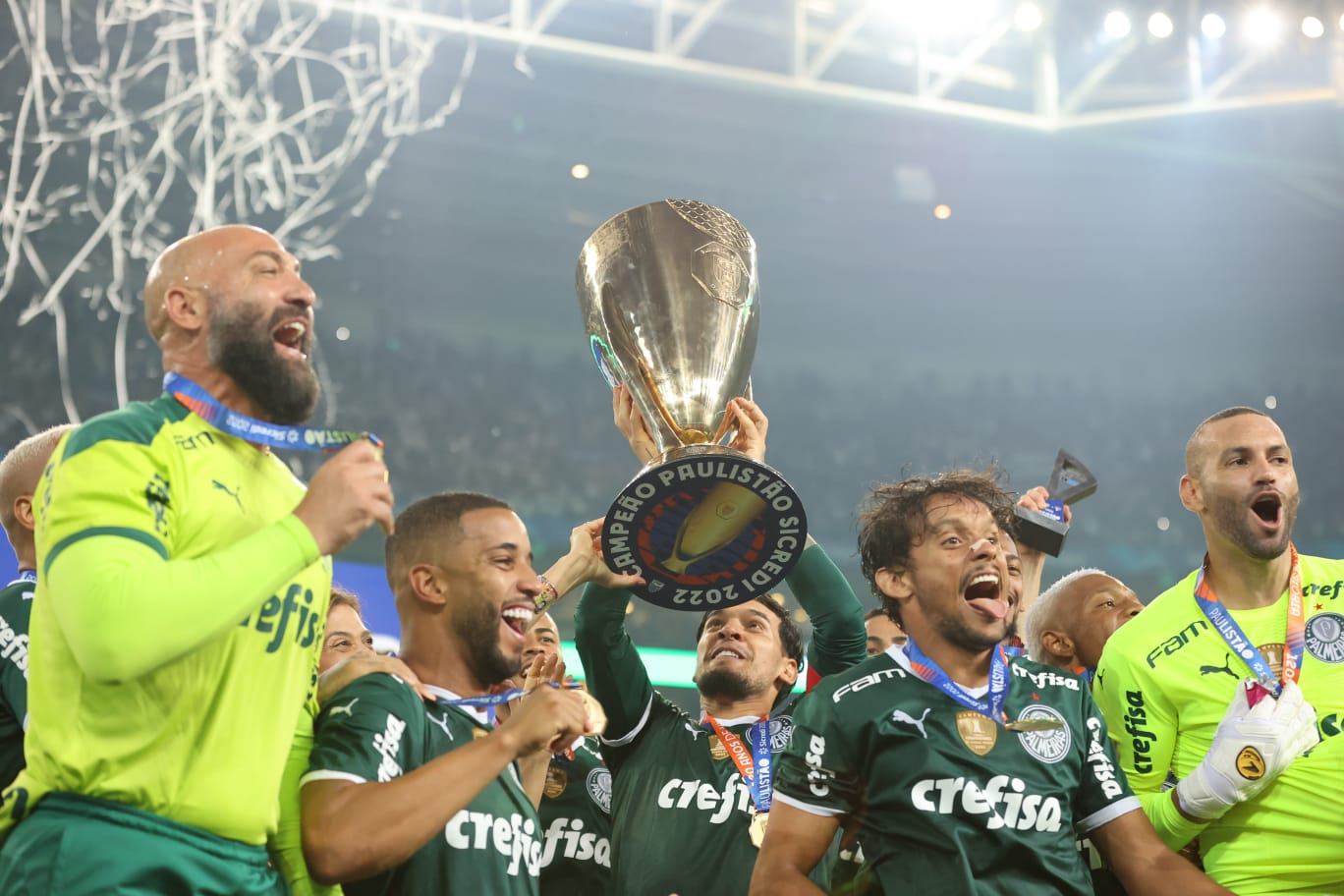
Equipe do Palmeiras ergue a taça de campeão

O que se viu no dia 3 de abril de 2022 foi o domínio total alviverde na grande final, numa partida histórica dentro do Choque-Rei. Com exibição de gala do atacante Dudu, os comandados pelo técnico português Abel Ferreira golearam o São Paulo por 4 a 0, levando os 31 mil palmeirenses presentes ao êxtase no ruidoso Allianz Parque.
Com gols de Danilo e Zé Rafael na primeira etapa e mais dois gols de Raphael Veiga no segundo tempo, o Palmeiras aplicou no São Paulo a maior goleada num jogo decisivo de um Choque-Rei e conquistou seu vigésimo quarto título paulista, em mais um capítulo marcante do clássico e da história do Campeonato Paulista.
Ida
| 30 de março | São Paulo                                 | 3 – 1  | Palmeiras         | Estádio do Morumbi, São Paulo                          |
| 21:40       | Calleri 45+6' (pen), 81' · Pablo Maia 65' | Súmula | Raphael Veiga 85' | Público: 60 383 Árbitro: SP Douglas Marques das Flores |

Volta
| 3 de abril | Palmeiras                                          | 4 – 0 | São Paulo | Allianz Parque, São Paulo                          |
| 16:00      | Danilo 21' · Zé Rafael 27' · Raphael Veiga 47' 80' |       |           | Público: 31,836 pagantes Árbitro: SP Raphael Claus |

## Premiação
| Campeonato Paulista de Futebol de 2022 |
| São Paulo                              |
| -------------------------------------- |
| Palmeiras Campeão (24.º título)        |

| Campeonato Paulista do Interior de 2022 |
| Itu                                     |
| --------------------------------------- |
| Ituano Campeão (2.º título)             |

## Classificação geral
|  |

## Estatísticas
| Gols | Jogador         | Equipe           |
| ---- | --------------- | ---------------- |
| 9    | Ronaldo         | Inter de Limeira |
| 8    | Calleri         | São Paulo        |
| 7    | Raphael Veiga   | Palmeiras        |
| 6    | Lucca           | Ponte Preta      |
| 6    | Zeca            | Mirassol         |
| 5    | Fabrício Daniel | Mirassol         |
| 5    | Júnior Todinho  | Santo André      |
| 5    | Rafael Elias    | Ituano           |

| Total[carece de fontes?] | Jogador        | Equipe      |
| ------------------------ | -------------- | ----------- |
| 5                        | Rodrigo Nestor | São Paulo   |
| 4                        | Pará           | Mirassol    |
| 3                        | Fagner         | Corinthians |
| 3                        | Fernandinho    | Água Santa  |
| 3                        | Giuliano       | Corinthians |
| 3                        | Nikão          | São Paulo   |
| 3                        | Raphael Veiga  | Palmeiras   |

## Seleção do campeonato
| Posição          | Jogador        | Clube               |
| Goleiro          | Weverton       | Palmeiras           |
| Lateral-direito  | Rafinha        | São Paulo           |
| Zagueiro         | Gustavo Gómez  | Palmeiras           |
| Zagueiro         | Léo Ortiz      | Red Bull Bragantino |
| Lateral-esquerdo | Luan Cândido   | Red Bull Bragantino |
| Meia             | Danilo         | Palmeiras           |
| Meia             | Renato Augusto | Corinthians         |
| Meia             | Raphael Veiga  | Palmeiras           |
| Atacante         | Artur          | Red Bull Bragantino |
| Atacante         | Dudu           | Palmeiras           |
| Atacante         | Calleri        | São Paulo           |
| Técnico          | Rogério Ceni   | São Paulo           |
| ---------------- | -------------- | ------------------- |

- Craque do Campeonato: Dudu (Palmeiras)
- Artilheiro: Ronaldo (Inter de Limeira)
- Revelação: Pablo Maia (São Paulo)
- Craque da Galera: Calleri (São Paulo)
- Gol mais bonito: Calleri (São Paulo)
- Craque do Interior: Artur (Red Bull Bragantino)

## Transmissão televisiva
Nessa edição, a transmissão do campeonato será feita por diversas plataformas. Na TV Aberta, o Grupo Record adquiriu os direitos de transmissão até 2025, enquanto, o Google e a WarnerMedia obtiveram os direitos para a transmissão via streaming: o primeiro, pelo YouTube de forma gratuita e o segundo para os serviços HBO Max e Estádio TNT Sports, para os assinantes das respectivas plataformas. Já as transmissões em pay-per-view terão a cobertura do Grupo Globo, através do Premiere e da própria Federação Paulista, através da plataforma Paulistão Play.
| Plataforma   | Canal                      | Jogos                 | Jogos            | Jogos     | Jogos   | Ref.   |
| Plataforma   | Canal                      | Fase de grupos        | Quartas de final | Semifinal | Final   | Ref.   |
| ------------ | -------------------------- | --------------------- | ---------------- | --------- | ------- | ------ |
| TV Aberta    | RecordTV                   | 1 jogo por rodada     | 1 jogo           | 1 jogo    | 2 jogos | [ 11 ] |
| Streaming    | YouTube                    | 1 jogo por rodada     | 1 jogo           | 1 jogo    | 2 jogos | [ 12 ] |
| Streaming    | HBO Max Estádio TNT Sports | 2 jogos, um exclusivo | 1 jogo exclusivo | 2 jogos   | 2 jogos | [ 13 ] |
| Pay-per-view | Paulistão Play             | 7 jogos por rodada    | 3 jogos          | 2 jogos   | 2 jogos | [ 10 ] |
| Pay-per-view | Premiere                   | 7 jogos por rodada    | 3 jogos          | 2 jogos   | 2 jogos | [ 14 ] |